# Alyssum muelleri
Alyssum muelleri är en korsblommig växtart som beskrevs av Pierre Edmond Boissier och Friedrich Alexander Buhse. Alyssum muelleri ingår i släktet stenörter, och familjen korsblommiga växter. Inga underarter finns listade i Catalogue of Life.